# Saint-Symphorien-le-Château
Saint-Symphorien-le-Château is een plaats en voormalige gemeente in het Franse departement Eure-et-Loir in de regio Centre-Val de Loire en telt 834 inwoners (1999). De plaats maakt deel uit van het arrondissement Chartres.

## Geschiedenis
Tot 1 januari 2012 was Saint-Symphorien-le-Château een zelfstandige gemeente. Op die datum werd het met Bleury samengevoegd tot de nieuwe fusiegemeente Bleury-Saint-Symphorien, die op haar beurt op 1 januari 2016 fuseerde met Auneau tot de huidige gemeente Auneau-Bleury-Saint-Symphorien.

## Geografie
De oppervlakte van Saint-Symphorien-le-Château bedraagt 9,4 km², de bevolkingsdichtheid is 88,7 inwoners per km².
De onderstaande kaart toont de ligging van Saint-Symphorien-le-Château met de belangrijkste infrastructuur en aangrenzende gemeenten.

## Demografie
Onderstaande figuur toont het verloop van het inwonertal (bron: INSEE-tellingen).